# Piedra de Pórtland

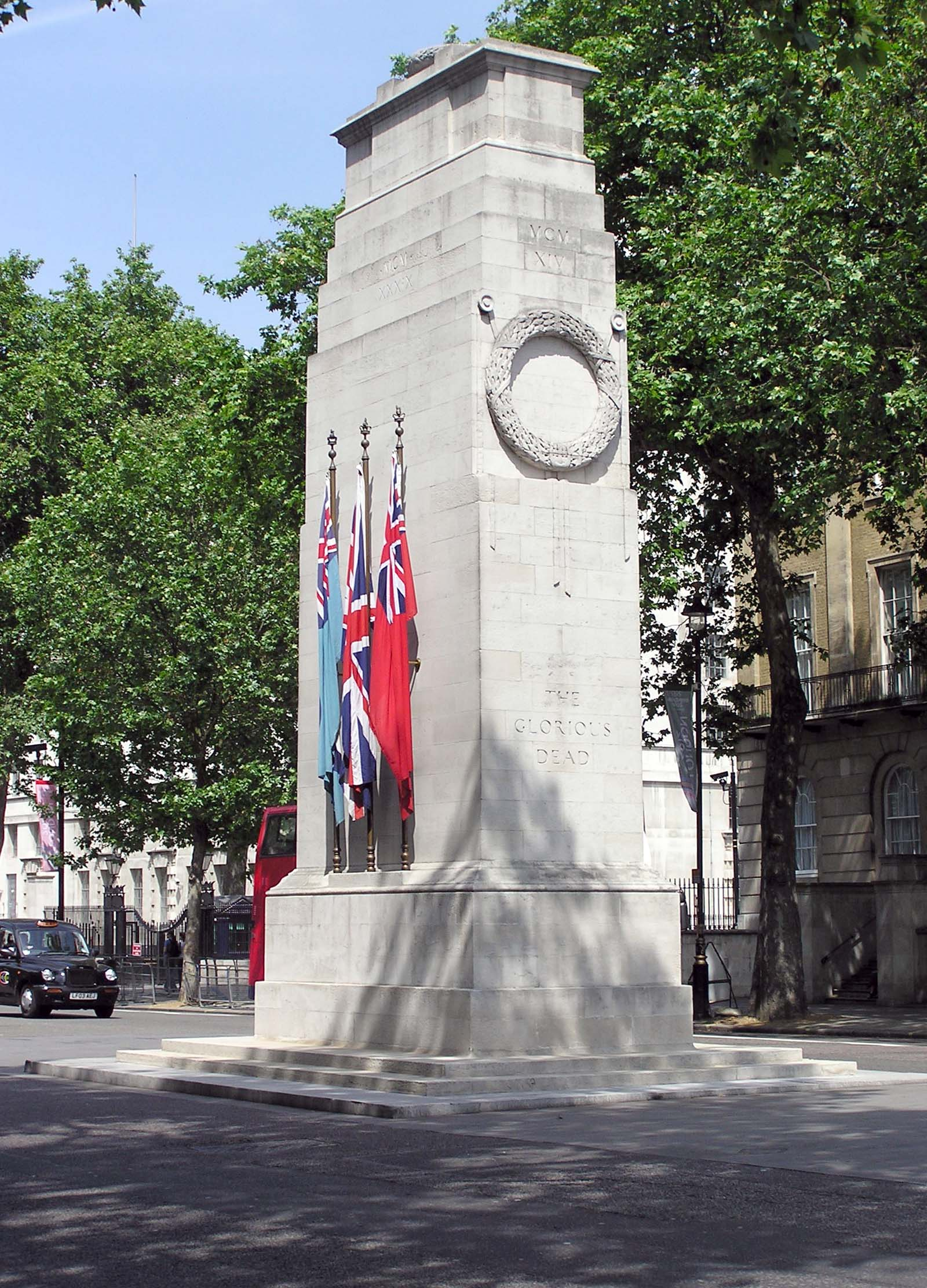
El Cenotafio, en Whitehall, Londres, Inglaterra, fue construido con piedra de Pórtland.

La piedra de Pórtland es piedra caliza del período jurásico extraída de la isla de Pórtland, en Dorset (Inglaterra). Ha sido ampliamente utilizada en el Reino Unido, principalmente en edificaciones monumentales de Londres, como la Catedral de San Pablo y el Palacio de Buckingham. También es exportada: fue utilizada, por ejemplo, en el edificio de las Naciones Unidas en Nueva York.